# Рельсовые автобусы завода «Метровагонмаш»
Рельсовый автобус — так классифицируется подвижной состав для пригородного и местного железнодорожного сообщения серий РА1 и РА2 (в том числе, РА-Ч и РА-В, изготавливаемых на экспорт), выпускаемый заводом «Метровагонмаш».
По существу, рельсовые автобусы являются автомотрисами или дизель-поездами. Термины «автомотриса» или «дизель-поезд» большинством специалистов считаются более корректным, однако, в заводской документации ОАО «Метровагонмаш» вышеуказанная продукция классифицируется именно как «рельсовые автобусы». Предназначены для перевозки пассажиров на неэлектрифицированных участках железных дорог и могут использоваться для городского, пригородного и межрегионального сообщения.

## РА1
РА1 — первая автомотриса производства завода ОАО «Метровагонмаш», конструктивно унифицирована с метровагоном 81-720/721 Яуза. Предназначена для перевозки пассажиров на неэлектрифицированных участках железных дорог и могут быть применены для городского, пригородного и межрегионального сообщения. Имеют кабины по обоим концам вагона, не требуют разворота. При этом могут эксплуатироваться как одиночно, так и по системе многих единиц в сцепке по 2−3 секции. Семейство РА1 представлено шестью моделями: четырьмя для использования в России и двумя для экспорта. Кузов, экипажная и ходовая часть выполнены на базе метровагонов «Яуза». Выпуск прекращён в 2006 году.

## РА2
РА2 — дальнейшее развитие серии РА1. В отличие от РА1, используется в составе от двух до четырёх вагонов (исключение — модель 731.55 одновагонного исполнения). По сравнению с серийными РА1, конструкционная скорость РА2 увеличена до 120 км/ч (при максимальной эксплуатационной скорости 100 км/ч). Выпуск прекращён в 2015 году.
Семейство РА2 представлено четырьмя моделями.

## РА3
РА3 — дальнейшее развитие автомотрис РА1 и РА2. Выпускается с 2019 года.
Основные особенности РА3 по сравнению с предшественниками РА1 и РА2:
- Увеличена максимальная конструкционная скорость со 100 до 120 км/ч (по сравнению с РА1);
- Улучшен интерьер салона в соответствии с современными требованиями эстетики, пожарной и санитарно-гигиенической безопасности;
- Увеличено количество мест для сидений на 15%;
- Установлена система пассивной безопасности;
- Пассажирский салон и кабина машиниста оборудованы системой климат-контроля с обеззараживателями воздуха;
- Предусмотрены места для инвалидов в креслах-колясках, подъемники для их посадки-высадки, универсальные санитарные комплексы.

Основная составность РА3 – три вагона: два головных моторных и один прицепной безмоторный. Может также состоять из двух головных вагонов. Два рельсовых автобуса могут эксплуатироваться по системе многих единиц, образуя состав, включающий в себя до 6 вагонов. Новый рельсовый автобус может эффективно использоваться для пригородных пассажирских перевозок на неэлектрифицированных участках железных дорог, оборудованных как низкими, так и высокими платформами, что значительно расширяет его сферу применения на различных железнодорожных маршрутах.

## Дизель-поезд ДП-С
ДП-С (Дизель-Поезд для Сербии) — экспортная модель дизель-поезда, модернизированный вариант серии РА2. Заводское обозначение — модель 750.25. По системе обозначений Железных дорог Сербии (ЖС) состав получил обозначение серии 711 (ЖС 711).

## Дизель-поезд ДП-М
ДП-М (Дизель-Поезд Мытищинский) — дизель-поезд совместного производства завода «Метровагонмаш» и швейцарской компании Stadler Rail, построенный в единственном экземпляре в 2013 году. Отличительной особенностью данного дизель-поезда на Российских железных дорогах является наличие в его составе сочленённых модульных вагонов и расположение силового и тягового оборудования в специальных тягово-энергетических силовых модулях.

## Грузопассажирские автомотрисы 81-730.05
81-730.05 — грузо-пассажирская автомотриса, предназначенная для служебных пассажирских и грузовых перевозок по обесточенным или неэлектрифицированным линиям метрополитена. Имеет как пассажирский салон с двумя кабинами управления, так и грузовую платформу с погрузочным краном. В заводской документации машины данной серии были классифицированы как грузопассажирские мотодрезины, так и как рельсовые автобусы. Всего было выпущено две таких автомотрисы.

## Применение
Рельсовые автобусы, производимые заводом «Метровагонмаш», используются в настоящее время на железных дорогах России, Венгрии, Литвы, Монголии, Сербии и Украины. С 2005 по 2007 гг. один экземпляр использовался на железных дорогах Чехии.

## Факты
В заводской технической документации машины моделей 730.15 (для метрополитена), 731.25 и 731.35 (для экспорта) обозначаются, как правило, без упоминания их принадлежности к классу РА1. Однако идентичность их конструктивного исполнения с вагонами серий 730 и 731, а также сам факт принадлежности к этим сериям позволяют относить их к данной серии. Тем не менее, среди машин 730-х моделей встречаются автомотрисы, которые имеют принципиальные конструктивные отличия от РА1 и не относятся к данному классу. Это касается машин моделей 730.05 (грузопассажирская мотодрезина) и 731.55 (одновагонная модификация РА2).